# Бютт-Крік-Каньйон (Каліфорнія)
Бютт-Крік-Каньйон (англ. Butte Creek Canyon) — переписна місцевість (CDP) в США, в окрузі Б'ютт штату Каліфорнія. Населення — 780 осіб (2020).

## Географія
Бютт-Крік-Каньйон розташований за координатами 39°44′39″ пн. ш. 121°42′26″ зх. д. / 39.74417° пн. ш. 121.70722° зх. д. (39.744230, -121.707324).  За даними Бюро перепису населення США в 2010 році переписна місцевість мала площу 53,09 км², з яких 53,02 км² — суходіл та 0,07 км² — водойми.

## Демографія
Згідно з переписом 2010 року, у переписній місцевості мешкало 1086 осіб у 468 домогосподарствах у складі 315 родин. Густота населення становила 20 осіб/км².  Було 522 помешкання (10/км²).
Расовий склад населення:
| - 93,1 % — білих - 1,8 % — корінних американців - 1,7 % — азіатів - 0,1 % — вихідців з тихоокеанських островів |

До двох чи більше рас належало 2,6 %. Частка іспаномовних становила 4,4 % від усіх жителів.
За віковим діапазоном населення розподілялося таким чином: 15,6 % — особи молодші 18 років, 69,6 % — особи у віці 18—64 років, 14,8 % — особи у віці 65 років та старші. Медіана віку мешканця становила 52,6 року. На 100 осіб жіночої статі у переписній місцевості припадало 106,1 чоловіків;  на 100 жінок у віці від 18 років та старших — 108,9 чоловіків також старших 18 років.
Середній дохід на одне домашнє господарство  становив 93 068 доларів США (медіана — 52 206), а середній дохід на одну сім'ю — 93 911 долар (медіана — 56 250). За межею бідності перебувало 10,6 % осіб, у тому числі 0,0 % дітей у віці до 18 років та 0,0 % осіб у віці 65 років та старших.
Цивільне працевлаштоване населення становило 308 осіб. Основні галузі зайнятості: освіта, охорона здоров'я та соціальна допомога — 39,6 %, науковці, спеціалісти, менеджери — 12,3 %, фінанси, страхування та нерухомість — 9,4 %, мистецтво, розваги та відпочинок — 7,1 %.